# ヘアルシ
『ヘアルシ』（Realce）は、ブラジルのミュージシャン、ジルベルト・ジルが1979年に発表したスタジオ・アルバム。

## 解説
前作『ナイチンゲール』（1979年）に続くアメリカ録音のアルバムで、ジェリー・ヘイ等シーウィンドのメンバーがホーン・セクションで参加している。また、タイトル曲ではスティーヴ・ルカサーがギターを担当した。
ボブ・マーリー&ザ・ウェイラーズのヒット曲「ノー・ウーマン、ノー・クライ」をポルトガル語でカヴァーした「ナォン・ショーリ・マイス」のみ、1979年初頭に母国ブラジルへ一時帰国していた頃の録音で、この曲はシングルとしてもリリースされ、70万枚以上を売り上げる大ヒットとなった。Alvaro Nederはオールミュージックにおいて5点満点中3点を付け「ジルベルト・ジルのアルバムの中でも、特にディスコ色の強い物の一つ」と評している。
2003年に発売されたブラジル盤リマスターCD (WEA 092746037-2)や、2012年の日本盤リマスターCD (BOM1804 / WQCP-1293)には、ブラジルの歌のカヴァー7曲がボーナス・トラックとして追加された。そのうち「マカパー」は、シングル「ナォン・ショーリ・マイス」のB面曲である。
「スーパーマンの歌」と「とどろき」は、1999年録音・2006年発売のアルバム『声とギター ジル・ルミノーゾ』において、ギター弾き語りのスタイルで再録音された。

## 収録曲
特記なき楽曲はジルベルト・ジル作。
1. ヘアルシ（輝き） - "Realce" - 4:44
2. サララー・ミオロ - "Sarará Miolo" - 4:50
3. スーパーマンの歌 - "Superhomem - A Canção" - 4:07
4. 伝統 - "Tradição" - 4:54
5. マリーナ - "Marina" (Dorival Caymmi) - 4:14
6. とどろき - "Rebento" - 2:56
7. バイーアの女の子は皆 - "Toda Menina Baiana" - 3:46
8. ログネデ神 - "Logunedé" - 3:58
9. ナォン・ショーリ・マイス（ノー・ウーマン、ノー・クライ） - "Não Chore Mais (No Woman, No Cry)" (Vincent Ford, Gilberto Gil) - 4:36

### リマスターCDボーナス・トラック
1. マカパー - "Macapá" (Humberto Teixeira, Luiz Gonzaga) - 3:45
2. 大金を当てた - "Acertei No Milhar" (Wilson Batista, Geraldo Pereira) - 2:06
3. セニョール警察署長 - "Senhor Delegado" (Antoninho Lopes, Jaú) - 2:38
4. 浅黒いエスクリーニョ - "Escurinho" (G. Pereira) - 3:35
5. 窓辺の黒人の女の子 - "Minha Nega Na Janela" (Doca, Germano Mathias) - 3:43
6. エスクリーニョのその後 - "A Situação Do Escurinho" (Aldacyr Louro, Pandeirinho) - 3:14
7. フラメンゴのサンバ（一番のお気に入り） - "Samba Rubro-Negro (O Mais Querido)" (W. Batista, Jorge de Castro) - 3:45

## 参加ミュージシャン
- ジルベルト・ジル - ボーカル、アコースティック・ギター、タンブリン
- ペリーニョ・サンタナ - ギター
- スティーヴ・ルカサー - ギター(#1)
- セルジオ・ヂアス - ギター(#9)
- Tuca - ローズ・ピアノ
- マーク・ジョーダン - ローズ・ピアノ(#1)
- リンコン・オリヴェッチ - ローズ・ピアノ、ピアノ、ストリングス・アレンジ(#9)
- マイケル・ボディッカー - シンセサイザー、シンセベース
- ジョルジーニョ - シンセサイザー(#9)
- Rubão - ベース
- ボブ・クラウド - ベース(#1)
- リミーニャ - ベース、パーカッション(#9)
- ルイス・カルロス - ドラムス
- リック・シュロッサー - ドラムス(#1)
- ペドリーニョ - ドラムス(#5)
- ジャルマ・コレア - パーカッション
- Ariobaldo - パーカッション(#9)
- ジェリー・ヘイ - トランペット、ホーン・アレンジ
- ゲイリー・グラント - トランペット
- ラリー・ホール - トランペット
- ラリー・ウィリアムズ - サクソフォーン、フルート
- キム・ハッチクロフト - サクソフォーン、フルート
- ジョン・ダンドレア - サクソフォーン(#3)
- ビル・ライヒェンバッハ - トロンボーン
- チャーリー・コパー - トロンボーン
- ビル・チャンプリン - バッキング・ボーカル
- カーメン・トゥイリー - バッキング・ボーカル
- ヴェネット・グラウド - バッキング・ボーカル
- マーサ・サントス - バッキング・ボーカル
- マリア・デ・ファティマ - バッキング・ボーカル
- マリア・ヒタ - バッキング・ボーカル
- マリア・アパレシーダ - バッキング・ボーカル
- マリア・ヘレナ - バッキング・ボーカル
- ホセ・エドゥアルド - バッキング・ボーカル
- エリック・ブリング - フルート・アレンジ(#4, #6)